# 公主
公主（こうしゅ）は、中国において皇帝の娘のこと、またその称号である。朝鮮では王の正室である王妃が生んだ娘を公主(コンジュ)、王妃以外の側室(貴妃・貴人・尚宮等)から生まれた娘は翁主（オンジュ）と称した。現代中国語および韓国語では、日本語の姫とほぼ同じ意味で用いられている（中国語の「姫」は宮廷女官の呼び方に使うことが多い。例：何姫）。

## 概要
「公主」の称号の由来は、天子の娘の婚儀を三公が主宰したことによる（日本国語大辞典等）。単に「主」とも呼ばれた（新選漢和辞典等）。なお、対応する男性皇族の号を「王」という。
古くは化粧領として拝領した土地の地名を取って「○○公主」と呼んだ（例：太平公主、安楽公主）。明後期・清代の称号は多く雅称（もしくは一種の儀礼称号）であった。
王莽が新を成立させると、公主の称号を廃して室主と改称した。なお、北宋の徽宗の治世で、周王朝風の呼び方だという帝姫の称号を用いていた。靖康の変後に南宋で公主に戻された。

## 等級
追贈の場合を除き、公主冊封は成長後（一般は10歳前後）から降嫁前までの間に執り行われた。唐で公主・長公主・大長公主は皆正一品相当。長公主・大長公主は、初めは公主の中で最も尊崇を受けた者だけにつけられた封号であり、唐宋以降で、地位を問わず今上皇帝との世代関係に基づいて対応する称号を与えた。
- 幼い皇女は公主に封じなかった（例：哀献皇女 - 西晋の恵帝の娘）。
- 成人した今上の娘は単に公主の称号を受け（例：襄城公主 - 唐の太宗の娘）、列侯に準じる待遇を受けた。
- 今上の姉妹は長公主（ちょうこうしゅ）の称号を受け（例：清河長公主 - 魏の文帝の姉）、諸侯王に準じる待遇を受けた。
- 今上の伯叔母や数代前の公主は大長公主（だいちょうこうしゅ、例：館陶大長公主 - 漢の武帝の伯母）の称号を受け、待遇も長公主より上だった。別称太主（たいしゅ）。

清代になって、公主の生母の身分によって階級が分けられた。生母が皇后の場合はグルニ・グンジュ（gurun i gungju、固倫公主、こりんこうしゅ）、妃嬪の場合はホショイ・グンジュ（hošoi gungju、和碩公主、わせきこうしゅ）と呼ばれるなどの区別がされた。

## 結婚
中国や朝鮮では原則的に同姓不婚であるため、公主の結婚相手は非皇族の者に限られる（公主と臣下の娘が皇族に嫁ぐことは許された）。
臣下が公主を娶ることを「尚公主」と呼んだ。言い換えると降嫁である。漢代や三国時代には、結婚相手は列侯に限定されたが、公主降嫁の際に臣下は侯に封じられたこともある。晋代以降は、列侯制の形骸化のため結婚相手は一般の臣下となり、降嫁の際に臣下は駙馬都尉（清朝ではエフ、efu、額駙）という官位を授けられた。そのため後世にあっては、駙馬は公主の夫の敬称として用いられた。

### 和蕃公主
政略上から外民族の君長に嫁した公主を「和蕃公主」、またその結婚を「和親」と呼ばれた。漢族の伝統では、女子を嫁ぐ側は上位者とされ、相手の一族の女子を正夫人とする側は下位者とされている。例えば、劉邦は娘を匈奴の君主と結婚させたいと思っていたが、そうすると匈奴の君主は義理の子となり、生まれてきた子供も外孫である。そのため、自分の一族の女性を他国の君主と結婚させる事例が多い（同じ理論に基づく、逆の例はあまり見られない）。
しかし、皇帝の実娘たる公主が外族と結婚した例は、唐から回鶻に降嫁した寧国公主（唐 10代皇帝 粛宗の実娘）、元から高麗に降嫁した忽都魯掲里迷失（元 初代皇帝 クビライの実娘）など、ごく僅かである。
多くは、皇族の娘が、皇帝の養女たる公主となって外族に嫁した。例えば、吐蕃の王グンソン・グンツェンの妃として唐皇室の娘である文成公主が迎え入れられた。

## その他
皇帝の娘以外の皇族・宗室の娘などに対しても称号が授けられた。
- 前漢では、諸侯王の娘を翁主（おうしゅ）と呼んだ。
- 後漢や魏では、皇族・宗室の娘を郷主（きょうしゅ）または亭主（ていしゅ）とも呼び、郷侯または亭侯に準じる待遇を受けた。
- 唐以降の王朝は、皇太子の娘を郡主（ぐんしゅ）、唐では従一品に相当する。王に封じられた皇族の娘を県主（けんしゅ）と呼んだ、唐では従二品に相当する。
- 北宋の徽宗の治世で、公主→帝姫の改称にともない、皇族・宗室の娘を宗姫（そうき）または族姫（ぞくき）と改称した。

## 影響
- 中国の影響を大きく受けた朝鮮半島でも使用され、朝鮮王朝では「コンジュ（공주）」と発音し、国王の正妃の生んだ娘を指していた（その他の後宮所生の娘は翁主）。大韓帝国での公主は、皇后の生んだ娘を指していた。
- 琉球では、既婚王女の称号として翁主が使用された。未婚王女の場合は、按司加那志（アジガナシ）の称号が用いられた。